# Oddino Morgari
Oddino Morgari (16. listopad 1865 Turín, Italské království – 24. listopad 1944 Sanremo, Italská sociální republika) byl italský levicový novinář a politik.

## Kariéra
Morgari byl zpočátku mazzinianský radikál. V roce 1891 se stal členem Italské socialistické strany (Partito Socialista Italiano, PSI). Následující rok byl zvolen tajemníkem lokální sekce strany v Turíně. Od roku 1908 začal psát pro 'La parola del Povero, přílohu socialistických novin Il Grido del Popolo
V roce 1911 Morgari odcestoval na Dálný východ a zahájil tak svoji činnost coby "diplomat socialismu". Oblast se stala také jeho hlavním zájmem během období první světové války. Podílel se na přípravě Zimmerwaldské konference, oslavoval Říjnovou revoluci a bolševické Rusko a 1. dubna 1919 poslal do Moskvy dopis, kde deklaroval dodržování kominterny v rámci PSI. Když však bolševická frakce strany odešla založit novou italskou komunistickou stranu, Morgarni v PSI zůstal.
Ze strany odešel až v roce 1922, aby se připojil k Filippo Turatimu a Claudio Trevesovi, kteří společně založili Sjednocenou socialistickou stranu (Partito Socialista Unitario, PSU). Ta se však v roce 1930 stala opět součástí PSI. V roce 1934 nastala diskuze ohledně socialismu a pacifismu. Morgari během ní vyzýval k defétismu, který měl být použit jako revoluční taktika v případě, že by Itálie byla Mussolinim vedena do války. V roce 1939 se Morgari stal členem výkonného výboru PSI (společně s Angelo Tascem a Giuseppem Saragatem) a také šéfredaktorem deníku Avanti!

## Odkaz
V Turínské části San Salvario je po něm pojmenována ulice.